# 國立政治大學東亞研究所
國立政治大學東亞研究所，簡稱政大東亞所。是進行中华人民共和国與東亞地區區域研究的大學研究所，隸屬國立政治大學國際事務學院。由國立政治大學與中華民國國際關係研究所合作創立，成立目的以培養「共黨理論」、「國際共黨運動」和「中國大陸問題」等「對匪鬥爭理論」之高級研究人才為主，東亞區域研究為輔。在1990年代漸趨轉型但仍以中國大陸問題（黨政、社會、外交、經濟）、中共黨史為主要研究對象。

## 歷史

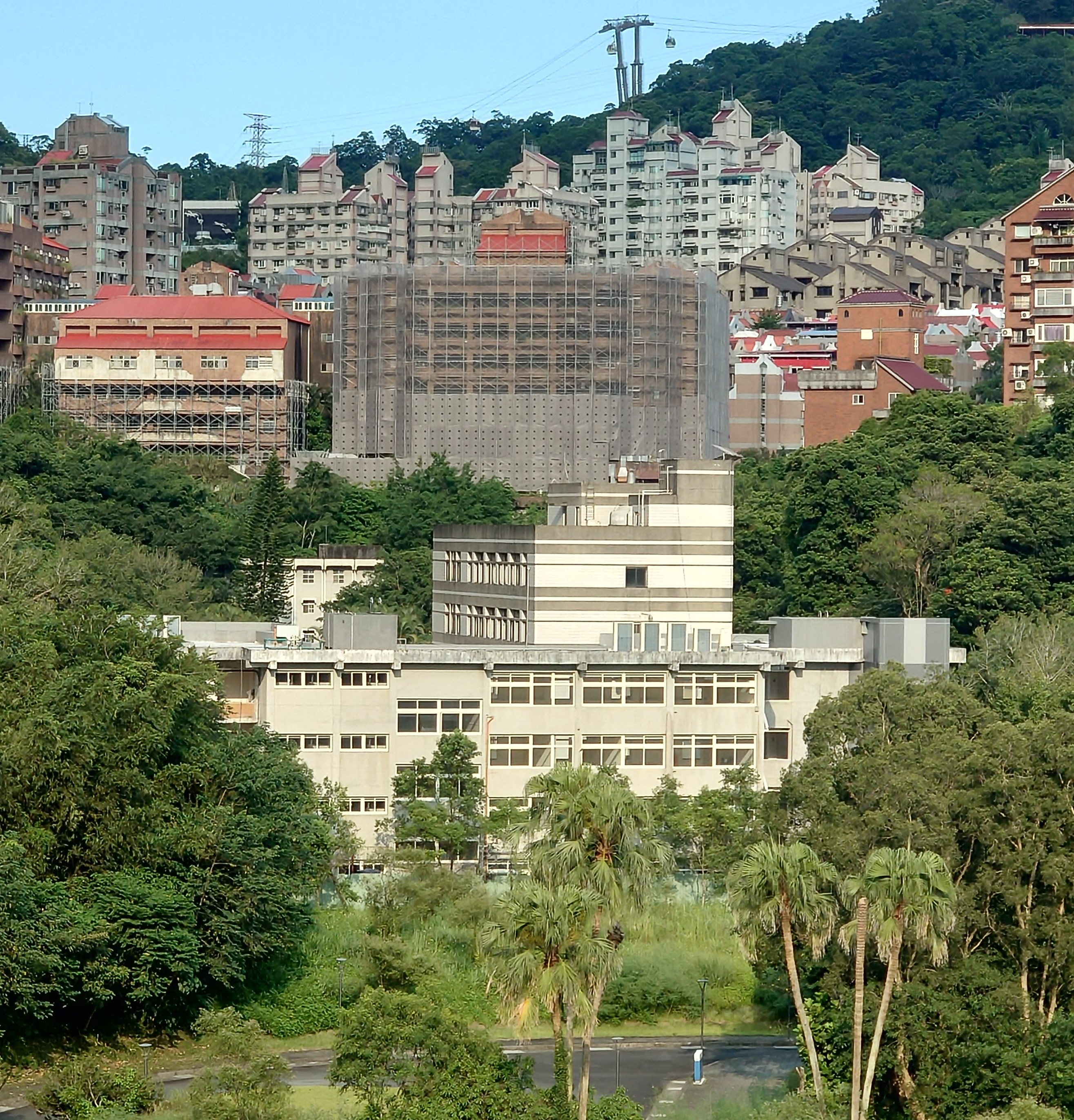
東亞研究所設立初期位於國際關係研究中心園區

東亞所由時任中华民国总统蔣中正於1967年指示國立政治大學與當時的政府智庫中華民國國際關係研究所合作開辦（該智庫於1975年改制為國立政治大學國際關係研究中心）。東亞所首任所長吳俊才歷任中國國民黨黨政要職（中國國民黨中央文化工作會主任等職）。正足顯示當時該所與國研中心的國家智庫定位。1968年秋天正式招生開課，所址暫設政大公企中心，1970年遷入國際關係研究所位於政大附近的新址，東亞所師生得使用國研園區餐廳與圖書館資料，並有專屬宿舍與教學辦公大樓。直至2000年綜合院館落成後，東亞所自國關中心遷回政大校本部授課。
政大東亞所研究之重心為中國與東亞地區之區域研究。該所並不招收中國籍學生，但與中國大陸大學保持長期學術合作關係，並有許多日籍與韓籍畢業生。該所且定期與中國人民大學國際關係學院、外交學院、北京大學國際關係學院、中國現代國際關係研究院、中國社會科學院世界經濟與政治研究所等機構舉辦學術會議活動。

## 知名所友
該所研究範圍廣泛，畢業生除從事教職與公職，在貿易界、政治界與傳媒界也有廣泛影響力，臺灣主導兩岸關係的政治人物，如曾擔任行政院陸委會副主委的吳安家，中國時報大陸新聞中心主任俞雨霖，民主進步黨中國事務部主任董立文等皆出自該所。由於戒嚴時期該所獨享中國大陆研究之特權，因此其他大學新設之大陸研究所之學者，多出自於此。
- 留所任教者（專任）：魏艾、關向光、邱坤玄、王信賢、鍾延麟、王韻等人。
- 留所任教者（兼任）：楊開煌、姜新立、趙建民等人。
- 任教各大學及研究單位者：李明（政治大學）、吳玉山（中央研究院政治學研究所）、蔡文軒[5]（中央研究院政治學研究所）、曾于蓁（國防大學）、施哲雄（致理科技大學）、齊茂吉（中央大學）、張榮豐（中華經濟研究院）、楊開煌（東華大學）、陳德昇（政治大學國際關係研究中心）宋國誠（政治大學國際關係研究中心）、張五岳（淡江大學）、范世平（臺灣師範大學）、潘錫堂（淡江大學）、張雅君（政大國際關係研究中心）、董立文（中央警察大學）、何思慎（輔仁大學）、克思明（輔仁大學）、張弘遠（致理科技大學）、柳金財（育達科技大學）、包淳亮（中國科技大學）、溫洽溢（世新大學）、陳重成（銘傳大學）、張登及（臺灣大學）、林瑞華（金門大學）、邵軒磊（臺灣師範大學）、楊三億（中興大學、東海大學）、王綺年（中國文化大學）、鄭家琪（銘傳大學)、許湘濤（東海大學）、潘兆民（東海大學）、李英明（政治大學、中華科技大學、中原大學）、張中勇（佛光大學）、周育仁（臺北大學）、李世暉（政治大學日本研究學程）、王嘉州（義守大學）、吳大平（實踐大學）等。
- 政界：立法院長韓國瑜、海委會副主委周美伍、前軍管區中將副司令陳培雄。

## 學術期刊
《東亞研究》，內容為中國大陸與周邊國家跨學科領域的研究，每半年出版一次，收錄於臺灣人文學引文索引(THCI)及臺灣人文及社會科學引文索引資料庫（TCI-HSS）。

## 外部連結
- 國立政治大學國際事務學院東亞研究所（页面存档备份，存于）